# Gustavo Morales y Delgado
Gustavo Morales y Delgado (Toledo, 27 marzo 1959) è un ex politico, giornalista e traduttore spagnolo.
Già direttore aggiunto del periodico El Rotativo, ha collaborato come analista militare con la BBC.

## Biografia
A diciotto anni comincia a girare il mondo. Si reca principalmente nei paesi musulmani dove nasce il suo interesse per il mondo islamico.
Visita la Tunisia, la Giordania, l'Iraq, l'Iran, l'India, il Nepal, il Giappone, l'Afghanistan. Ha collaborato alla traduzione di importanti opere di eruditi islamici come Los decheros de la mujer en el islam dell'ayatollah Morteza Motahari, El gobierno islamico di Khomeyni e Sociologia dell'Islam di Ali Shariati.
Dal 1995 al 1997 ha ricoperto l'incarico di segretario nazionale della Falange Española de las JONS.